# Oldřich van Bohemen
Oldřich van Bohemen (ca. 970 - 9 november 1034) was van 1012 tot 1033 en in 1034 hertog van Bohemen.
Oldřich was de derde zoon van Boleslav II van Bohemen en Emma. Toen zijn oudste broer, Boleslav III van Bohemen, hertog werd (999), probeerde die de potentiële dreiging door zijn broers weg te nemen: hij liet Jaromír van Bohemen castreren en probeerde Oldřich in bad te laten verdrinken. Emma vluchtte daarop met Jaromír en Oldřich naar Regensburg, maar zij keerden met steun van keizer Hendrik II de Heilige in 1004 weer terug in Bohemen. Jaromír werd toen hertog, als opvolger van Bolesław I van Polen, die Bohemen had veroverd en Boleslav III in Polen gevangen hield.
Op 12 mei 1012 zette Oldřich, met de hulp van Hendrik, Jaromír af als hertog en accepteerde de keizer als leenheer. In 1014 rekende Oldřich af met de opstandige adel en doodde hij met name veel leden van de familie Vršovci en hun aanhangers. In 1019 veroverde hij delen van Moravië op de Polen en gaf het gebied aan zijn zoon Bretislav om te besturen. Břetislav rondde deze verovering tien jaar later af. Oldřich begreep dat er verder weinig mogelijkheden waren voor militaire avonturen en richtte zijn aandacht vooral op de versterking van het bestuur.
In 1033 werd hij uitgenodigd op een rijksdag in Merseburg, maar hij verscheen niet. Daarop nam keizer Koenraad II hem gevangen en sloot hem op in Beieren. Hij liet Oldřich afzetten als hertog ten gunste van Jaromír (die weer opnieuw hertog werd). In 1034 kwam Oldřich weer in de gunst bij de keizer en keerde hij weer naar Bohemen terug. Hij liet Jaromír gevangennemen en blind maken en verdreef Břetislav uit Moravië. Maar kort daarop stierf hij, op 9 november 1034.
De naam van Oldřichs echtgenote is onbekend maar ze hadden geen kinderen. Oldřich had wel kinderen bij de boerendochter Božena (Beatrix), die hij later trouwde. Zij hadden de volgende kinderen:
- Břetislav I van Bohemen
- Vratislav, in 1055 kanunnik in Praag.

## Voorouders
| Voorouders van Oldřich van Bohemen | Voorouders van Oldřich van Bohemen                              | Voorouders van Oldřich van Bohemen                              | Voorouders van Oldřich van Bohemen                              | Voorouders van Oldřich van Bohemen                              |
| ---------------------------------- | --------------------------------------------------------------- | --------------------------------------------------------------- | --------------------------------------------------------------- | --------------------------------------------------------------- |
| Overgrootouders                    | Vratislav I van Bohemen (888-921) ∞ Drahomíra (900-953)         | ? (-) ∞ ? (-)                                                   | ? (-) ∞ ? (-)                                                   | ? (-) ∞ ? (-)                                                   |
| Grootouders                        | Boleslav I van Bohemen (910-972) ∞ Bagiota (901-na 957)         | Boleslav I van Bohemen (910-972) ∞ Bagiota (901-na 957)         | ? (-) ∞ ? (-)                                                   | ? (-) ∞ ? (-)                                                   |
| Ouders                             | Boleslav II van Bohemen (928-999) ∞ Emma van Bohemen (945-1006) | Boleslav II van Bohemen (928-999) ∞ Emma van Bohemen (945-1006) | Boleslav II van Bohemen (928-999) ∞ Emma van Bohemen (945-1006) | Boleslav II van Bohemen (928-999) ∞ Emma van Bohemen (945-1006) |
| Oldřich van Bohemen (970-1034)     |                                                                 |                                                                 |                                                                 |                                                                 |